# Bisdom Wote
Het bisdom Wote (Latijn: Dioecesis Votensis) is een rooms-katholiek bisdom met als zetel Wote, in Kenia. Het bisdom is suffragaan aan het aartsbisdom Nairobi. 

## Geschiedenis
Het bisdom werd opgericht op 22 juli 2023, uit delen van het bisdom Machakos.

## Parochies
Het bisdom had in 2023 een oppervlakte van 8.009 km2 en telde 987.653 inwoners waarvan 39,4% rooms-katholiek was.

## Bisschoppen
- Paul Kariuki Njiru (22 juli 2023 - heden)
  - Norman King’oo Wambua (apostolisch administrator: 28 september 2024 - heden)